# 高乐春
高乐春（韓語：고낙춘，1963年4月10日—），韩国男子击剑运动员。他曾参加1988年夏季奥运会花剑比赛，还曾获得1986年亚洲运动会男子花剑个人金牌以及男子团体花剑金牌。